# Ель-Марґаб (муніципалітет)
32°39′ пн. ш. 14°16′ сх. д. / 32.650° пн. ш. 14.267° сх. д.
Ель-Марґаб  (араб المرقب‎) — муніципалітет в Лівії. Адміністративний центр — місто Хомс. Площа — 6 796 км². Населення — 432 202 осіб (2006).

## Географічне розташувння
На півночі Ель-Марґаб омивається водами Середземного моря. Усередині країни межує з такими муніципалітетами: Місурата (схід), Ель-Джабал-ель-Ґарбі (захід), Тарабулус (північний захід).